# بنات آدم (مسلسل)
بنات آدم، مسلسل تلفزيوني بحريني يتحدث عن أهم المشاكل التي تواجهها المرأة، وتدور أحداثه حول مجموعة من النساء داخل مكاتب شركة وعن العلاقات التي تنشأ بينهن.

## ملخص القصة
كما تُدين تُدان، هكذا حكم القدر على جبر عندما قرر الاستيلاء على ميراث شقيقته وديمة، فنشأت بناته في بيت رفُعت جدرانه من أموال السحت، وشرب من نفس الكأس سند الذي تعددت علاقاته الغرامية بالرغم من زواجه بنورة، فيصاب بالإيدز بعد إقامته علاقة مع مزون.

## البطولة
- سميرة أحمد.
- غانم السليطي.
- باسمة حمادة.
- هيفاء حسين.
- حبيب غلوم.
- بدرية أحمد.
- إبراهيم الزدجالي.
- زينة كرم.
- عبد الله عبد العزيز.
- إبراهيم بحر.
- يوسف بوهلول.
- ابتسام العطاوي.
- أمل محمد.
- إلهام محمد.
- شادية.
- مروة راتب.
- آلاء شاكر.
- نجية زينل.